# Der kommer en dag
Der kommer en dag er en dansk dramafilm fra 2016 instrueret af Jesper W. Nielsen efter manuskript af Søren Sveistrup. Filmen er baseret på virkelige hændelser på drengehjemmet Godhavn i 1960'erne.
Der kommer en dag sendes som miniserie i tre afsnit på TV 2, den 5., 12. og 19. marts 2017.

## Handling
Året er 1967. En ny ungdomskultur er på vej. Kapløbet om rummet er på sit højeste, og drømmen om frigørelse vinder frem over alt. På Nørrebro fjernes de to uadskillelige brødre, Elmer på 10 og Erik på 13, fra deres syge mor og anbringes på børnehjemmet Gudbjerg, hvor tiden står stille. Forstanderen har sine egne filosofier og reglementer. Her skal uvorne drenge blive til lydige samfundsborgere for enhver pris. Fra allerførste dag forstår brødrene, at de har mistet deres frihed, og en daglig kamp for overlevelse begynder. Drengene forsøger at leve under radaren, men Elmers livlige astronautdrømme og klumpfod får ham konstant i problemer. Som tiden går og kræfterne truer med at slippe op, indser brødrene, de er helt på egen hånd, og et gryende oprør tager langsomt form. Bevæbnet med Elmers fantasi og Eriks mod indledes det ulige slag for at undslippe Gudbjerg og stå op imod forstanderen og hans livsfarlige magttyranni.

## Medvirkende
- Harald Kaiser Hermann som Elmer
- Albert Rudbeck Lindhardt som Erik
- Lars Mikkelsen som Forstander Frederik Heck
- Sofie Gråbøl som Lærer Lilian
- Lars Ranthe som Overlærer Toft Lassen
- Søren Sætter-Lassen som Lærer Aksel
- Sonja Richter som Mor
- David Dencik som Inspektør Hartmann
- Paw Henriksen som Onkel
- Solbjørg Højfeldt som Fru Oskarson
- Jens Jørn Spottag som Inspektøren
- Mads Wille som Doktor Hvidtfeldt
- Lucas Helt Mortensen som Røde
- Oskard Damsgaard som Topper
- Laurids Skovgaard Andersen som Thøger

## Modtagelse
Både Politiken og Jyllands-Posten tildelte filmen tre ud af seks stjerner, der begge påpegede det store fokus på harme over hændelserne og ønsket om at lamslå publikum. Kristeligt Dagblads anmelder var mere positiv og gav filmen fire ud af seks stjerner, mens mest positive var Ekstra Bladet (fem stjerner), B.T. (årets danske film) og Berlingske.